# Черма (река)
Черма (Черьма)— река в России, протекает по территории Гдовского района Псковской области. Впадает в Чудское озеро. Длина реки составляет 48 км, площадь водосборного бассейна — 220 км²

## География и гидрология
Исток реки расположен между болотами Тушинский мох и Песий мох, в урочище Малый Хатраж. Протокой сообщается с озером Тушинским. На этом участке общее направление течения с юга на север. Протекает через Яктушино, далее через Черемское озеро и рядом с Заозерьем. Начиная с этого участка общее направление русла северо-западное, мимо населённых пунктов: Слудка, Волосово, Мазиха, Черёмуха, Захаровщина, Верхний Гусинец, Нижний Гусинец, Дулево, Лыпушево. В районе населённых пунктов Любимец, Турковщина речное русло делает изгиб и течёт в юго-западном направлении пересекая железнодорожное полотно перед деревнями Верхоляне-1 и Верхоляне-2 и автодорогу. Ниже по течению речное русло проходит рядом с сёлами Бакин-Конец, Черма, Татьянкино и впадает в Чудское озеро.
Наиболее крупные притоки реки Черьмы — ручьи Крутик и Цибулихин.

## Этимология
Древнерусское слово «черма» означает возвышенное неровное место.

## Данные водного реестра
По данным государственного водного реестра России относится к Балтийскому бассейновому округу, водохозяйственный участок реки — Водные объекты бассейна оз. Чудско-Псковское без р. Великая. Относится к речному бассейну реки Нарва (российская часть бассейна).
Код объекта в государственном водном реестре — 01030000312102000027374.